# Никола Минчев (режисьор)
Вижте пояснителната страница за други личности с името Никола Минчев.
Никола Илиев Минчев е български режисьор.

## Биография
Роден е в град Видин на 14 август 1926 г. Завършва през 1946 г. курс по кинотехника и фототехника към фондация „Българско дело“. През 1951 г. завършва Филмовия и телевизионен факултет на Академията за сценични изкуства в Прага със специалност „Кинорежисура“.

## Филмография
- Здрачаване (тв, 1976) – премиера 1989
- Среднощна среща (1963)
- Граница (1954)